# Мадам де Рамбуйе
Екатерина (Катрин) де Вивон, маркиза де Рамбуйе, часто просто мадам де Рамбуйе (устар. Рамбулье) (1588, Рим — 2 декабря 1665, Париж) — знаменитая хозяйка парижского литературного салона первой половины XVII века.

## Биография
Маркиза, которую часто называли просто мадам де Рамбуйе, была дочерью и наследницей Жана де Вивона, маркиза Пизани. Её мать Джулия принадлежала к аристократической римской семье Савелли. В возрасте 12 лет Екатерина была выдана замуж за Шарля д’Анжена, видама Ле-Мана и впоследствии маркиза Рамбуйе.
После рождения своей старшей дочери, Жюли д’Анжанн в 1607 г. молодая маркиза почувствовала желание не появляться при королевском дворе, полном интриг, и начала собирать вокруг себя кружок, ставший позже таким знаменитым. Её резиденцией был расположенный неподалёку от Лувра особняк («отель») Пизани, который позже стали звать отелем Рамбуйе.

### Салон мадам Рамбуйе
Салон Рамбуйе стал центром литературной фронды против абсолютизма и одним из главных мест, где создавалась прециозная литература.
Внешнее отличие салона мадам Рамбуйе, который она держала вместе со своей дочерью, от обычных домов, открытых для приема в то время, было в том, что пространство состояло из нескольких небольших комнат, где гости могли бы двигаться и находить больше уединения, чем в больших приёмных залах. Для этих целей Отель был перестроен в 1618 году, и до 1650 года он сохранял своё значение в качестве социального и литературного центра. Практически все наиболее заметные представители французского света и культуры не избежали его голубых гостиных, в особенности во вторую четверть века, когда этот салон находился на пике славы, которой, в частности, он был обязан красоте своей хозяйки.
 «г-жа де Рамбулье сказала как-то, что камера, в которой умерли Пюилоранс, маршал Орнано и великий приор Вандомский, ценится на вес мышьяка, и эти слова повторялись на все лады».
Успех маркизы в качестве хозяйки салона имеет много объяснений. Она обладала врождёнными способностями, которые, хотя и не были экстраординарными, были тщательным образом развиты. Кроме того, многих её гостей, подобно ей самой, отвращали от королевского двора царящие там интриги, а в доме маркизы они находили достойную альтернативу. Маркиза была приветлива и не имела сословных предубеждений, что позволяло ей одинаково любезно принимать у себя принцев крови и литераторов. Её салон оказал огромное влияние на развитие эпистолярного жанра во Франции. Больше того, превосходное качество французских писем и мемуаров XVII в. во многом можно объяснить тем, что происходило в салоне маркизы: к умению вести беседу стали относиться как к настоящему искусству, был создан четкий стандарт отточенных форм для выражения чувств.

Салон маркизы де Рамбуйе (осн. в 1608) повлиял на становление прециозной культуры, культуры утонченного светского досуга, предполагающей особые свойства сердца и ума, благородные манеры. В прециозности старались соединить традиции куртуазной культуры с современным хорошим вкусом.

Мадам де Рамбуйе была известна под прозвищем «несравненная Артенис» (Arthénice) — анаграмма её имени, созданная Франсуа де Малербом и Оноре де Бюэем, сеньором де Раканом (Honorat de Bueil).

«Les Précieuses» (драгоценные, возвышенные, утонченные) — слово, к-рым обозначались гран-дамы: Екатерина де Вивон, маркиза де Рамбулье, принцесса Монпансье, Жюли д’Анжанн, девица Скюдери, — пользовались огромным уважением в светском обществе Франции, группировавшемся при дворе или недалеко от него. («Литературная Энциклопедия»).

Среди наиболее запомнившихся эпизодов истории Отеля Рамбуйе — «война сонетов» между уранистами и иовистами, из которых самыми выдающимися стали стихи Вуатюра и Бенсерада; а также участие всех знаменитых поэтов того времени в создании «Гирлянды Жюли» — сборника стихов о различных цветах, посвященном в 1641 г. дочери мадам — Жюли д’Анженн, ставшей позже герцогиней де Монтозье (duchesse de Montausier). Шарль де Сен-Мор, её будущий муж, ставший герцогом в 1664 г., к тому моменту, как ему пришла в голову идея создания подобного сборника, ухаживал за ней 7 лет, и затем она заставила ждать его ещё 4 года. Сама же Жюли несет ответственность за ту жеманность, из-за которой Салон будет позже осмеиваться. Нравы салона и подражания ему в буржуазном обществе высмеял Мольер в комедиях «Учёные женщины» и «Смешные жеманницы».
Салон оставался действующим до смерти своей хозяйки.
Знаменитые завсегдатаи салона мадам де Рамбуйе
- Малерб, Франсуа
- герцогиня де Лонгвиль
- Жорж де Скюдери
- Корнель
- мадам де Лафайет
- мадам де Севинье
- Фавр де Вожла, Клод
- Вуатюр, Венсан
- Ларошфуко
- Ракан
- Боссюэ
- Годо, Антуан
- Анжелика Поле
- Котен, Шарль
- Марк-Антуан Жирар де Сент-Аман
- Жан Демаре де Сен-Сорлен
- Роже де Бюсси-Рабютен
- Франсуа Менар
- Жан Ожье де Гомбо
- Таллеман де Рео